# Estádio do Defelê
Estádio do Defelê – stadion piłkarski, w Vila Planalto, Distrito Federal, Brazylia, na którym swoje mecze rozgrywa klub Defelê Futebol Clube.